# NGC 927
NGC 927 is een balkspiraalstelsel in het sterrenbeeld Ram. Het hemelobject werd op 18 januari 1885 ontdekt door de Oostenrijkse astronoom Johann Palisa.

## Synoniemen
- PGC 9292
- UGC 1908
- MCG 2-7-9
- MK 593
- ZWG 439.9
- IRAS02239+1155